# トビアス・リンホルム
トビアス・リンホルム（Tobias Lindholm, 1977年7月5日 - ）は、デンマークの脚本家・映画監督。

## 来歴
1977年デンマークのネストヴェズに生まれ、2007年にデンマークの国立映画学校を卒業する。
2012年、共同脚本を務めた映画『偽りなき者』は、第86回アカデミー賞では外国語映画賞にノミネートされた。また同年、初めて単独で脚本と監督を務めた映画『シージャック』が公開される。
2015年、脚本と監督を務めた映画『ある戦争』は、第88回アカデミー賞では外国語映画賞にノミネートされた。
2017年、デヴィッド・フィンチャーが製作総指揮を務めたNetflixのドラマシリーズ『マインドハンター』で2つのエピソードの監督に抜擢された。

## フィルモグラフィ

### 映画
| 年   | タイトル                                                         | 役職 | 役職 | 注記                       |
| 年   | タイトル                                                         | 脚本 | 監督 | 注記                       |
| ---- | ---------------------------------------------------------------- | ---- | ---- | -------------------------- |
| 2009 | R                                                                | Yes  | Yes  | 初長編監督作品、共同脚本   |
| 2010 | 光のほうへ Submarino                                             | Yes  |      | 共同脚本                   |
| 2012 | 偽りなき者 The Hunt                                              | Yes  |      | 共同脚本                   |
| 2012 | シージャック Kapringen / A Hijacking                             | Yes  | Yes  |                            |
| 2013 | Venice 70: Future Reloaded                                       |      | Yes  | ドキュメンタリー、共同監督 |
| 2013 | I lossens time / The Hour of the Lynx                            | Yes  |      |                            |
| 2014 | Våbensmuglingen / The Arms Drop                                  | Yes  |      | ドキュメンタリー           |
| 2015 | エイプリル・ソルジャーズ ナチス・北欧大侵略 9. april / April 9th | Yes  |      |                            |
| 2015 | ある戦争 Krigen / A War                                          | Yes  | Yes  |                            |
| 2016 | ザ・コミューン Kollektivet / The Commune                         | Yes  |      | 共同脚本                   |
| 2020 | アナザーラウンド Druk                                            | Yes  |      | [ 5 ]                      |
| 2022 | グッド・ナース The Good Nurse                                    |      | Yes  | [ 6 ]                      |

### テレビシリーズ
- Sommer（2008年）- 脚本（3エピソード）
- コペンハーゲン Borgen（2010年 - 2011年）- 脚本（20エピソード）
- Bedrag / Follow the Money（2016年 - 2019年）- 脚本（25エピソード）
- マインドハンター Mindhunter (2017年) - 監督（2エピソード）